# Coihueco (Lautaro)
Coihueco es un sector rural ubicado en la comuna de Lautaro, Chile.
El sector cuenta con una pequeña villa en la que se tiene acceso a teléfono, internet, escuela y una posta del departamento de salud de la ciudad de Lautaro.

## Historia
Hasta antes de 1973, el sector era comuna de Galvarino, distante 24 kilómetros desde el puente Coihueco (único puente en la ruta que une a Galvarino con Lautaro.

## Actividades
Las principales actividades del sector, son: La agricultura, trabajo en empresas forestales, y la ganadería.

## Rutas

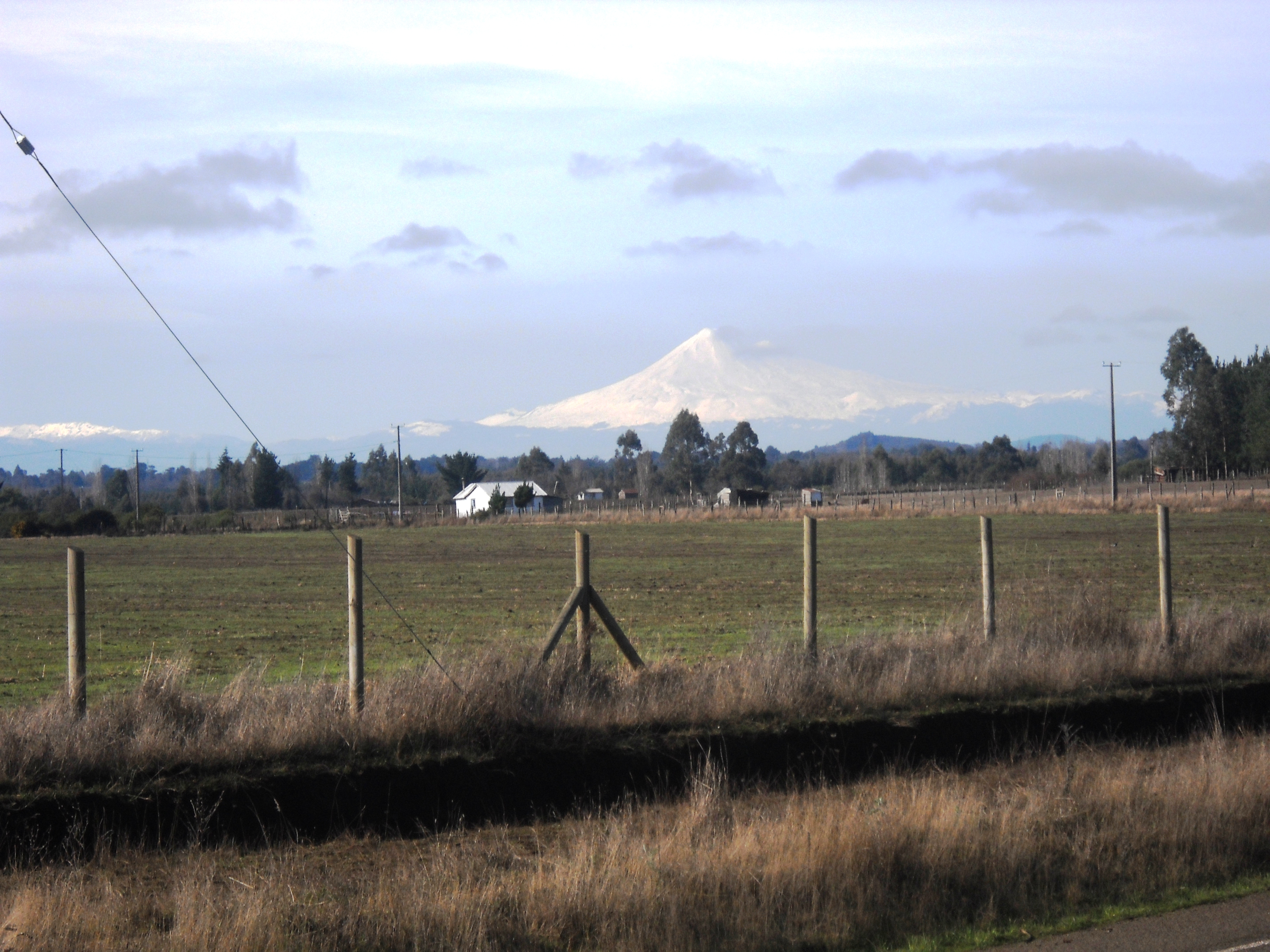
Volcán Llaima visto desde las cercanías de Coihueco

El sector, se encuentra comunicado con las ciudades de Galvarino y Lautaro mediante la ruta IX-S10, también esta los lleva hasta la Ruta 5 sur, lo que facilita que las personas puedan vender sus productos en Temuco, Lautaro o Galvarino.

## Otros datos
- El sector, prontamente tendrá conexión a alcantarillado y agua potable rural.

- En el sector se ubican grandes bellezas naturales del Río Quillén, el que tiene saltos lo que lo hacen de una belleza incomparable.

- La escuela de este sector, fue construida por los reconocidos mundialmente hermanos Rockefeller, junto con otras más en el país y la Región de La Araucanía.

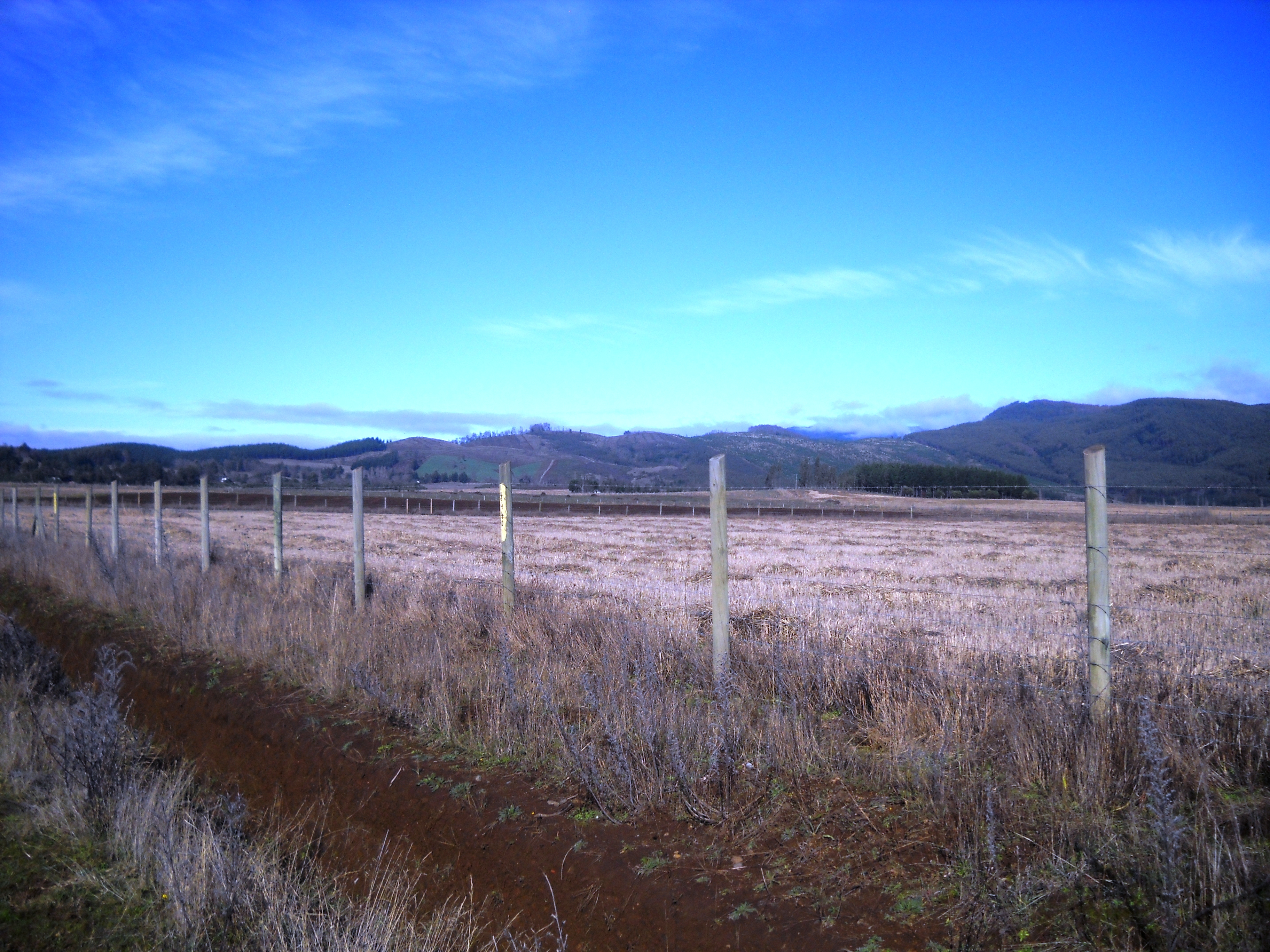
Cordón montañoso del Ñielol, visto desde Coihueco.

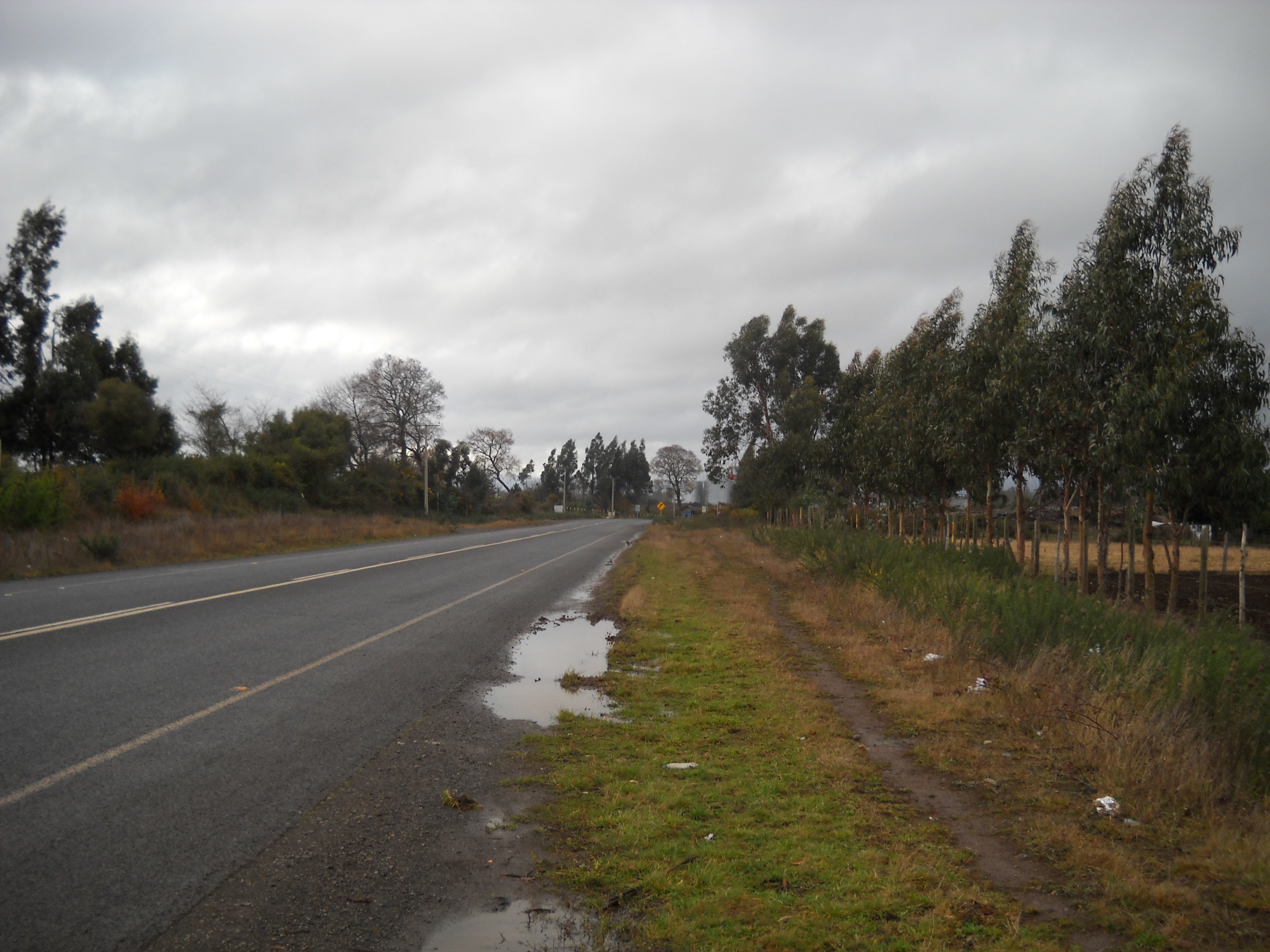
Carretera IX-S10, pasado Coihueco, cerca de la ruta 5.

- Datos: Q5776587